# Кронстедт
Кронстедт (швед. Cronstedt) — шведский и финляндский баронский род, происходящий из Ростока и до возведения в дворянство именовавшийся Ольдерман.
Карл Олаф Кронстедт (1756—1820), шведский вице-адмирал, сдал Свеаборг русским войскам в 1808 г. Его сын, Карл-Олаф (1800—1883), финляндский сенатор, получил в 1870 г. баронский титул Великого княжества Финляндского, переданный, вместе с фамилией Кронстедт, его зятю Галиндо.
Другой его сын, Антон Карлович (1798—1893) — генерал-майор, губернатор Санкт-Михельской и Або-Бьёрнеборгской губерний.